# Portugál Királyság
A Portugál Királyság (latinul: Regnum Portugalliae, portugálul: Reino de Portugal, 1415-től Portugália és az Algarvék Királysága, portugálul: Reino de Portugal e dos Algarves) egy történelmi monarchia volt az Ibériai-félsziget nyugati részén, ami a mai Portugália elődállamának számít. A királyság területe az 1139-es megalapítása és 1910-es megszűnése között folyamatosan gyarapodott, 1815 és 1822 között Portugália, Brazília és az Algarvék Egyesült Királysága (portugálul: Reino Unido de Portugal, Brasil e Algarves) néven létezett. A Portugál Királyság megnevezést gyakran használják a Portugál Birodalomra is, ami az ország tengerentúli gyarmatait foglalta magába.
A portugál állam létrejötte a Portugál grófsághoz vezethető vissza, amely területet még a 9. században, a reconquista idején adományozta III. Alfonz asztúriai király Vímara Peresnek, az ország megalapítójának. A grófság 1097-ben a Leóni Királyság része lett, ahonnan csak a 12. században, a São Mamede-i csatát követően tudtak elszakadni, Hódító Alfonz 1139-ben pedig felvette a Portugália királya címet. A királyságot kikiáltásától kezdve az 1383–85-ös dinasztikus válságig a portugál Burgundiai-ház uralta, majd a dinasztia egyik oldalága, az Avis Lovagrendről elnevezett Avis-ház vette át.
A 15. és 16. század során, a földrajzi felfedezések korában, Portugália hatalmas gyarmatbirodalmat hozott létre. A portugálok olyan híres és ismert felfedezőket és hajósokat adtak, mint Bartolomeu Dias, aki elsőként kerülte meg a Jóreménység fokát (1488), Vasco da Gama, aki 1498-ban vezette az első flottát, amely Afrika partjai mentén eljutott Indiába, és Pedro Álvares Cabral portugál nemes, aki elsőként fedezte fel Brazíliát (1500).
1580 és 1640 között az ország perszonálunióban állt a Spanyol Királysággal a Habusburg-ház spanyol királyainak uralkodásával. Az 1640–68-as restaurációs háborút követően elszakadtak a spanyoloktól, és a királyság a Bragança-dinasztia, majd 1836-tól a Bragança–Szász–Coburg–Gothai-ház irányítása alá került. Ettől kezdve az ország befolyása csökkent, ám továbbra is nagyhatalom maradt legértékesebb gyarmata, Brazília révén. Brazília függetlenedését követően, Portugália igyekezett megtelepedni Afrikában, ám az 1890-es brit ultimátum után megszakította terjeszkedését, ami végül a monarchia összeomlásához és az Első Portugál Köztársaság kikiáltásához vezetett (1910).

## Forrás
1. ↑  A portugál grófság királyság lesz (magyar nyelven) (html). Múlt-kor, 2004. július 20.
2. ↑  Patrick Karl O'Brien. Atlas of World History. Oxford University Press, 118. o. (2002). ISBN 978-0-19-521921-0
3. ↑   Colonialism: an International, Social, Cultural, and Political Encyclopedia. N-Z. Vol. 2. ABC-CLIO, 92. o. (2003). ISBN 978-1-57607-335-3